# Cantone di Quimper-2
Il Cantone di Quimper-2 è una divisione amministrativa dell'Arrondissement di Quimper.
A seguito della riforma approvata con decreto del 13 febbraio 2014, che ha avuto attuazione dopo le elezioni dipartimentali del 2015, è stato ridefinito.

## Composizione
Prima della riforma del 2014 comprendeva parte della città di Quimper e il comune di Ergué-Gabéric.
Dal 2015 comprende solo parte del territorio comunale della città di Quimper.